# Eucoccidophagus ferganensis
Eucoccidophagus ferganensis är en stekelart som beskrevs av Sharipov 1979. Eucoccidophagus ferganensis ingår i släktet Eucoccidophagus och familjen sköldlussteklar.
Artens utbredningsområde är Tadzjikistan. Inga underarter finns listade i Catalogue of Life.